# Jenny la Sexy Voz
Jennifer Marie Ramos Dávila (San Juan, Puerto Rico, 24 de octubre de 1988), conocida como Jenny la Sexy Voz, es una cantante y compositora puertorriqueña, con un pasado exitoso como corista, siendo una de las voces más reconocida de los clásicos de reguetón.

## Biografía
Nació el 24 de octubre de 1988, en la ciudad de San Juan, Puerto Rico. Desde temprana edad, mostró interés por el modelaje y el canto, por lo que a los quince años empezó a explorar estos intereses y a esa misma edad, empezó a participar como corista de canciones y al poco tiempo de esto, empezó a hacerse conocida por su timbre de voz y sus coros, participando incluso en discos de Wisin & Yandel y el ex cantante Héctor El Father.

## Carrera musical

### 2005-2011: Inicios como cantante
Comenzó como cantante en 2005, con su participación en la producción Sangre nueva, en donde interpretó el sencillo «La carretilla», aunque en los siguientes años, aparecería acreditada como cantante en algunas canciones de finales de esa década, seguiría enfocando su carrera artística como intérprete de coros dentro del reguetón.
No sería hasta comienzos de 2010, cuando la cantante optaría empezar una carrera musical como cantante, de esta manera, firmaría con el productor Boy Wonder, el cual tenía un sello discográfico llamado Chosen Few Emerald Entertainment, donde adoptaría el nombre de Jenny "La Sexy Voz" y al poco tiempo, a mediados de 2011, publicaría su primer sencillo bajo el sello titulado «Latin Girl» junto a Omega y Cosculluela, el cual ingresó en la posición #8 de la categoría Tropical Airplay, así como de la categoría Latin Rhythm Airplay de Billboard.
En una campaña de 1-800-CANTASO y el sello Chosen Few, lanzaron conjuntamente en 2011 la canción «Murió», una versión en español de la popular canción de Rihanna titulada «Man Down». La versión de la artista latinoamericana abordaba un tema distinto, la violencia doméstica. La obra audiovisual estuvo en la programación regular del canal MTV tr3s.

### 2012-2016: Consolidación musical
Durante 2012, publicaría el sencillo como «Enciéndeme», mientras que en 2013, apareció en la producción Chosen Few Urbano: Continues con seis sencillos, entre ellos «Sola» con Farruko y J Álvarez, el cual logró tener un éxito moderado. En ese tiempo, se  preparaba para lanzar su primer disco como solista que llevaría por título ¿Quién es Jenny la sexy voz?, pero al año siguiente, saldría en vez su primer mixtape bajo el nombre de La Sexy, mismo que incluyó colaboraciones de Nicky Jam, Maluma, Zion & Lennox,  entre otros. También incluiría otra versión en español sería de «Take care» de Rihanna y Drake, titulada «Si Me Dejaras» e interpretada junto a De La Ghetto.
En 2015, apareció en la producción Chosen Few Urbano RD con la canción «Una y otra vez», así como en el sencillo «Dame un beso» con Chino Monte. A pesar del reconocimiento que Dávila estaba ganando en América, así como en Europa, en 2016, publicó el sencillo «Hasta que lo pierde», el cual contó con una remezcla y desde este momento, su carrera sufriría una pausa durante años.
En 2021, el artista Anuel AA por medio de su cuenta de Instagram, subió una historia donde pedía el contacto de la artista para hacer nueva música. Esta colaboración no vio la luz hasta noviembre de 2022, cuando Anuel lanzó «DURO», junto a los productores Chris Jedi y Gaby Music, inspirada en “Tu Quieres Duro” de Héctor El Father, en la que Jenny participaba.

## Controversias
En 2017, confesó en una entrevista que muchos productores se aprovecharon de ella en cuanto al pago de su trabajo como corista, excluyéndola muchas veces de los créditos, e incluso, de las regalías generadas por las canciones donde participó. Durante 2018, comenzaría a tener problemas con su manager Boy Wonder, así como otros artistas del mismo sello como Papi Wilo, alegando que el productor no le permitía publicar las canciones ya grabadas, por lo que la carrera de la cantante sufrió una pausa musical desde 2016, en 2018, la intérprete trato de publicar un sencillo de manera independiente titulado «No dejas comer» bajo el nombre Jenny Dávila, pero al poco tiempo, el sencillo fue retirado de las plataformas digitales, desde este momento, la cantante solo aparecería en su cuenta de Instagram.

## Discografía
Mixtapes
- 2014: La sexy